# Сражение на Пинде
Сражение на Пинде (греч. Μάχη της Πίνδου) — одно из сражений первого этапа итало-греческой войны, которое произошло с 28 октября по 13 ноября 1940 года в греческих горах Пинда (регионы Эпир и Западная Македония). Итальянская альпийская дивизия «Джулия», вошедшая в Грецию через сектор Пинда, после первоначального наступления была окружена и разгромлена греческой армией. Итальянцы были отброшены назад, а греки устремились вглубь Албании.

## Предыстория
После занятия Албании итальянцами в 1939 году Греческое правительство генерала Метаксаса пыталось избежать войны с Италией. В этом Метаксас находил понимание у итальянского посла в Афинах Эммануэлле Граци, который также пытался избежать войны между, как он писал, «Двумя благороднейшими странами мира, которым человечество обязано всем, чем располагает в духовной сфере». Последовала серия итальянских провокаций, кульминацией которых стало торпедирование «неизвестной» подлодкой старого греческого эсминца «Элли» в день православного праздника Богородицы 15 августа. Это «гнусное преступление», как писал позже Граци, «создало по всей Греции атмосферу абсолютного единогласия… Муссолини достиг действительного чуда: греки были разделены. Его политика объединила их». Первые упреждающие греческие меры были предприняты 20 августа путём занятия полосы в 20 км вдоль албанской границы, которая в начале 1939 года была демилитаризована как жест нейтралитета. 3 октября Граци информировал Рим, что Греция мобилизовала 250 тыс. солдат.

## Ультиматум и греческий отказ
25 октября после реставрации Афинского оперного театра на представление «Мадам Баттерфляй» были приглашены сын Джакомо Пуччини и всё итальянское дипломатическое представительство, а также Греческий королевский двор и правительство. Атмосфера была невоенной. Вечером 27 октября Граци получил текст ультиматума, который он должен был вручить 28 октября в 3 часа ночи, предоставив греческому правительству 3 часа на ответ. Не дожидаясь ответа, на многих участках границы итальянское наступление началось в 05:30. «Чувствуя отвращение к собственной профессии», за то что «долг сделал его соучастником подобного бесчестия», Граци предъявил ультиматум Метаксасу, в доме генерала.
Генерал прочитал ультиматум и печальным, но твёрдым голосом ответил на французском «Ну что ж, это война!» (фр. Alors, c'est la guerre!. Сегодня Греция отмечает ежегодно этот ответ и начало войны как День Охи (День «Нет»). Ни Муссолини, ни оккупированные страны Европы (кроме Британии), склонившие голову перед фашизмом, не ожидали этого ответа от маленькой страны. Андре Жид, обращаясь в тот же день к К. Димарасу как представителю Греции, говорил: «Вы представляете для нас пример мужественной добродетели и реального достоинства. И какую благодарность и восхищение вы вызываете, поскольку вы, в очередной раз, дали всему человечеству веру, любовь и надежду».

## Оперативные планы
Итальянцы развернули 3-ю альпийскую дивизию «Джулия» при поддержке 47-й пехотной дивизии «Бари» в качестве основного наступательного клина с задачей занять стратегические горные перевалы Пинда как можно быстрее. Во время заседания итальянского Военного комитета итальянский командующий в Албании, генерал Себастьяно Висконти Праска заявил, что горный хребет Пинда не будет проблемой для итальянских соединений, как не стали Альпы проблемой для Ганнибала, и позволит дивизии легко достичь Афин. Граци считает, что итальянские действия были детской имитацией того, что было сделано Германией при занятии Дании и Норвегии. С другой стороны, греческое командование разделило театр операций так же, как Пинд географически делил греческий северо-запад на сектор Эпира и Македонии. На стыке секторов была расположена бригада «Пинд». Бригада, которой командовал полковник Константинос Давакис, была развёрнута на фронте в 35 км на хребте Пинда.

## Сражение
Основной задачей дивизии «Джулия» было продвигаться вдоль хребта Пинда и занять стратегический проход городка Мецово, что могло критически повлиять на исход сражения, поскольку нарушило бы греческие линии снабжения и отделило силы противника в Эпире от сил в Македонии. Дивизия «Джулия» совершила под снегом и дождём марш-бросок в 40 км и заняла село Вовуса, но не смогла дойти до Мецово. Корпус Давакиса отходил шаг за шагом, изматывая итальянцев. 2 ноября полковник Давакис был тяжело ранен во время рекогносцировки недалеко от села Фурка, но итальянцам стало ясно, что у них больше нет сил и снабжения чтобы продолжить это наступление, с учётом приближения греческих подкреплений.
3 ноября итальянские передовые соединения были окружены со всех сторон. Командир дивизии «Джулия» запросил итальянский штаб о проведении вспомогательных атак, чтобы ослабить давление на дивизию, а также бросить итальянские резервы в сражение. Но подкрепления из Албании были не в состоянии дойти до отрезанных итальянских сил, и «Джулия» понесла тяжёлые потери. Одновременно греческие подкрепления прибыли в сектор Пинда, а оказанная им помощь местного населения, включая мужчин женщин и детей, была неоценимой. Положение стало тяжёлым для итальянцев: они оказались в мешке под давлением наступавших греческих соединений, а «Джулия» была разгромлена. Сёла Самарина и Вовуса, которые были первоначально заняты в ходе итальянского наступления, были отбиты наступающими греческими силами 3 и 4 ноября. Менее чем за неделю все остальные итальянские соединения были отброшены на исходные позиции. 13 ноября вся фронтовая зона была очищена от итальянских соединений, и сражение завершилось полной победой армии Греции. Большое значение для греческого успеха имела неспособность итальянской авиации сорвать мобилизацию и развёртывание греческих сил, а с учётом этого фактора географические и технические сложности греческой армии в вопросе транспортировки людей на фронт стали преодолимыми и были решены.

## Итог
В результате провалившегося наступления итальянская дивизия «Джулия» потеряла 5 тысяч человек. После успешной греческой обороны на хребте Пинда и сражения в секторе Элея-Калама греческие силы отбросили итальянцев назад, развивая наступление вглубь албанской территории ..
Помощь, оказанная греческой армии местными женщинами во время сражения, имела критическое значение. Женщины окрестных сёл помогали греческой армии всеми возможными путями, но их наиболее серьёзным вкладом была транспортировка оружия, продовольствия, одежды и другого важного снабжения на фронт, поскольку грузовики не могли добраться до полей сражения по причине плохой погоды и бездорожья.